# メイナード・ションバーグ (第3代ションバーグ公爵)

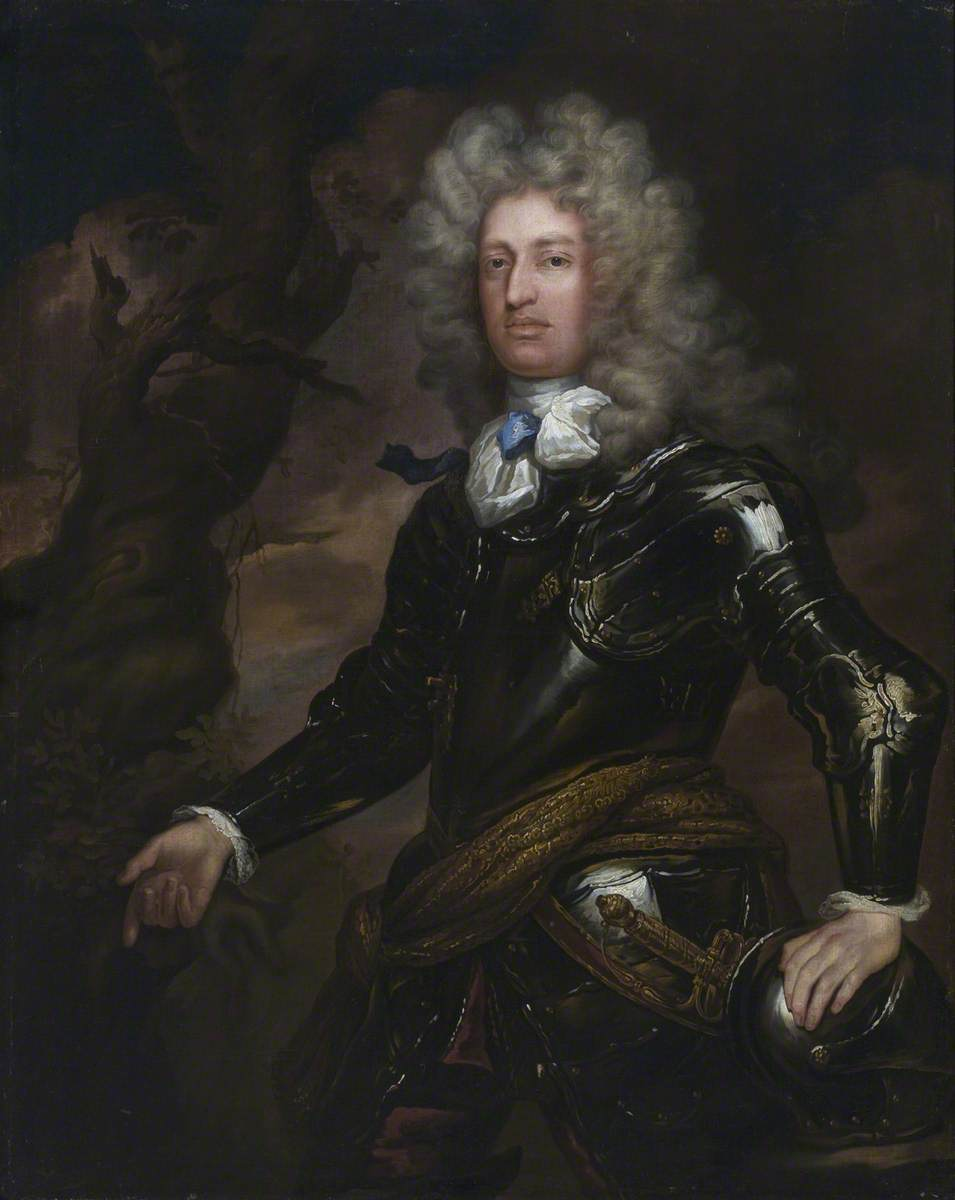
第3代ションバーグ公メイナード

第3代ションバーグ公メイナード・ションバーグ（Meinhardt Schomberg, 3rd Duke of Schomberg, KG PC, 1641年6月30日 – 1719年7月5日）は、イギリスの貴族・軍人。初代ションバーグ公爵フレデリック・ションバーグの長男で2代公爵チャールズ・ションバーグの兄。

## 生涯
初代ションバーグ公爵フレデリック・ションバーグと1人目の妻ヨハン・エリザベート（1664年3月21日没、ハインリヒ・ディートリヒ・フォン・シェーンベルク・アウフ・ヴェーゼルの娘）の息子として、1641年6月30日にケルン選帝侯領のケルンで生まれた。
1663年から1668年まで陸軍中佐として父と共にポルトガル王政復古戦争を戦い、1668年1月11日に父がフランスに帰化するとションバーグも同じくラ・ロシェルに定住して帰化した。仏蘭戦争中の1677年から1678年までフランソワ・ド・クレキの部下として参戦、1677年10月7日のコッハースベルクの戦い、1677年11月のフライブルク攻囲戦、1678年7月7日のラインフェルデンの戦いで戦功を挙げた。戦中に少将に昇進している。1685年にフォンテーヌブローの勅令が発令され、ナントの勅令が廃止されると、フランスから出国して、1686年にハンガリー軍に入って大トルコ戦争を戦った。その後はベルリンにいた父に従いブランデンブルク選帝侯フリードリヒ・ヴィルヘルムの下へ移り、1689年3月ごろに名誉革命後のイングランド王国へ移住した。同年8月にイングランド王兼オランダ総督ウィリアム3世からアイルランドにいる父への指示を託され、それを届けた後は休暇を届け出てベルリンに戻り、翌年初にイングランドに戻って4月19日に騎兵連隊隊長に任命された。
1690年6月にウィリアム3世とともにアイルランドへ出兵（ウィリアマイト戦争）、アイルランドで滞在していた父と合流して南下、ボイン川の戦いでジェームズ2世・初代ティアコネル伯爵らジャコバイトと交戦した。戦闘では左翼を守備していた父が敵に討ち取られたが、右翼を率いて戦場を右に迂回して敵を引き付けたおかげで勝利に貢献、父の爵位のうちメルトラ伯位を継承（ションバーグ公位は弟のチャールズが継承）、1691年にリンスター公爵に叙爵、イギリス軍総司令官に任じられた（同年に解任）。1693年10月16日に兄チャールズがマルサリーアの戦いで戦死するとションバーグ公爵位も相続、11月7日に貴族院議員に就任した。1695年5月11日に枢密顧問官に任命され、1703年8月12日にガーター勲章を受勲した。8月11日にスペイン継承戦争でスペイン遠征軍司令官に任命され1704年3月にリスボンに到着、5月にエルヴァスに陣地を設け、続いてエストレモスに移ったが、強硬な態度に終始したため部下や同僚との争いが絶えず、ついにポルトガル宮廷とションバーグ公爵自身の要請により7月11日に初代ゴールウェイ伯爵に交代、1705年6月にイングランドに戻った。
貴族院ではホイッグ党に属し、1701年6月の初代サマーズ男爵弾劾裁判で無罪票を投じ、1703年の便宜的国教徒禁止法案に賛成、1710年にヘンリー・サシェヴェラルの弾劾に賛成、1714年の教会分裂阻止法に反対した。1717年にアクスブリッジ付近（現在のヒリンドン区）にヒリンドン・ハウスを建造した。
1719年7月5日にヒリンドンで死去、8月4日にウェストミンスター寺院に埋葬された。息子のチャールズに先立たれたため女性継承ができるメルトラ伯爵以外の爵位は全て廃絶したが、娘フレデリカを通して子孫はチャールズ2世の子孫であるレノックス家及びスペンサー家と姻戚関係を結び、ダイアナ元妃及びチャールズ王太子との間に生まれたウィリアム王子とヘンリー王子に繋がっていった。

## 子女
1667年8月3日にバルバラ・ルイーサ・リッツィ（Barbara Luisa Rizzi、ジョヴァンニ・ジロラモ・リッツィの娘）と結婚した。1668年11月24日のバルバラによる、バッキンガム公爵への請願の手紙によると、彼女は夫から年金を代償とする離縁を要求され、それを断ると妊娠して7か月経過していたにもかかわらず捨てられたという。
1683年1月4日にプファルツ選帝侯カール1世ルートヴィヒの庶出の娘カロリーネ・エリーザベト（1659年11月19日 – 1696年6月28日）と結婚、4人の子を儲けた。
- チャールズ（1683年12月15日 - 1713年10月5日） - 陸軍軍人、生涯未婚[1]
- キャロライン（1686年 - 1710年6月18日[1]）
- フレデリカ（英語版）（1688年 - 1751年8月7日） - 第3代ホルダーネス伯爵ロバート・ダーシーと結婚、子供あり。初代フィッツウォルター伯爵ベンジャミン・マイルドメイと再婚[1]
- メアリー（ドイツ語版）（1692年3月16日[1] - 1762年） - 1717年1月31日、クリストフ・マルティン・フォン・デーゲンフェルト＝ショーンブルク（ドイツ語版）伯爵と結婚
- 子供（1695年5月ごろ – 1719年以前[1]）

## 関連図書
- Bernhard von Poten (1891). "Schönberg, Friedrich Hermann von". Allgemeine Deutsche Biographie (ドイツ語). Vol. 32. Leipzig: Duncker & Humblot. pp. 260–262.